# St. Stephanus (Hohenbrunn)

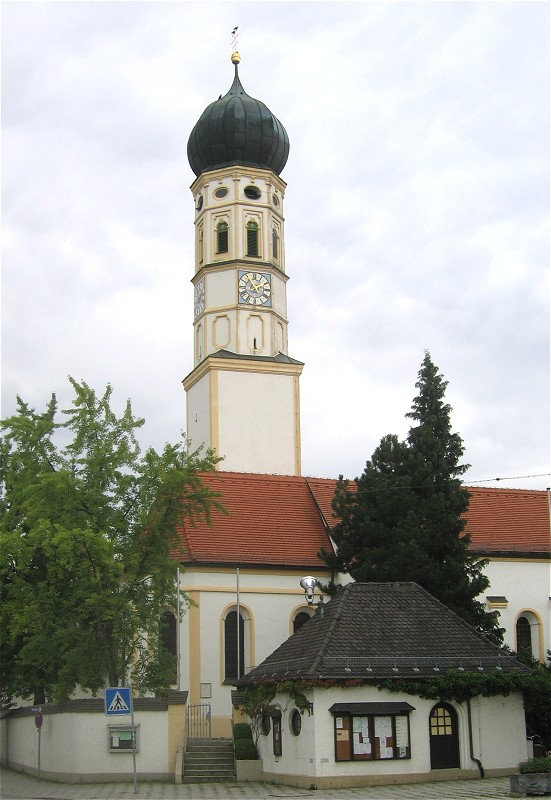
St. Stephanus in Hohenbrunn

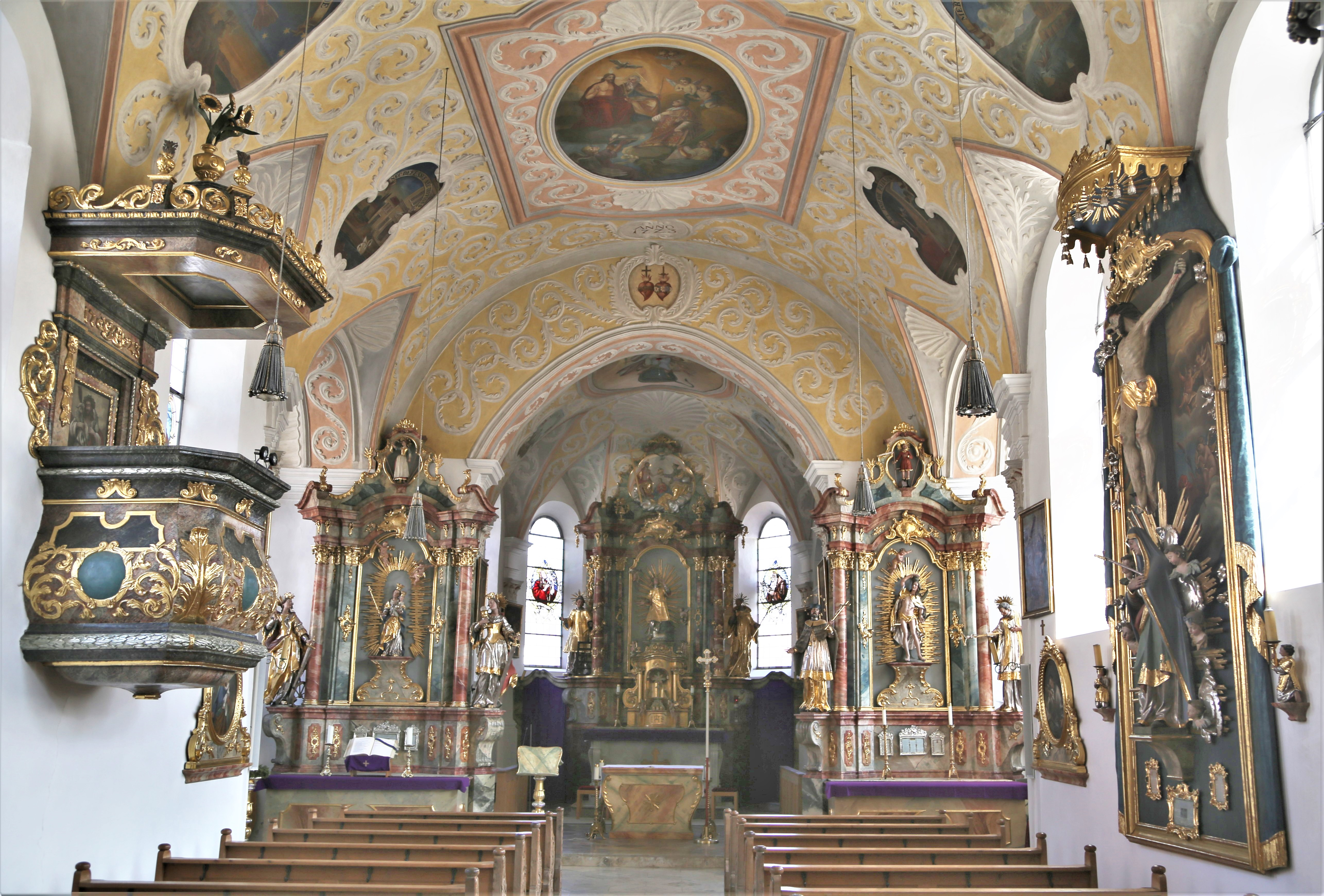
Innenraum

St. Stephanus ist der Name der römisch-katholischen Pfarrkirche von Hohenbrunn, einer Gemeinde im oberbayerischen Landkreis München. Die Kirche steht unter Denkmalschutz und ist in der Liste der Baudenkmäler in Hohenbrunn unter der Nr. D-1-84-129-1 eingetragen. Die Pfarrei gehört zum Dekanat München-Südost im Erzbistum München und Freising.

## Beschreibung
Die spätgotische Saalkirche wurde 1670 barock verändert. Sie besteht aus dem vierjochigen, von Strebepfeilern gestützten Langhaus, dem eingezogenen, dreiseitig geschlossenen Chor im Osten und dem Chorflankenturm auf quadratischem Grundriss an der Südwand des Chors. Die achteckigen Obergeschosse des mit einer Zwiebelhaube bedeckten Turms enthalten den Glockenstuhl mit vier Kirchenglocken und die Turmuhr. Die Sakristei steht an der Nordwand des Chors. Ein Vorzeichen an der Nordwand des Langhauses enthält das Portal.
Der Innenraum des Langhauses ist mit einem Tonnengewölbe überspannt. 

## Orgel

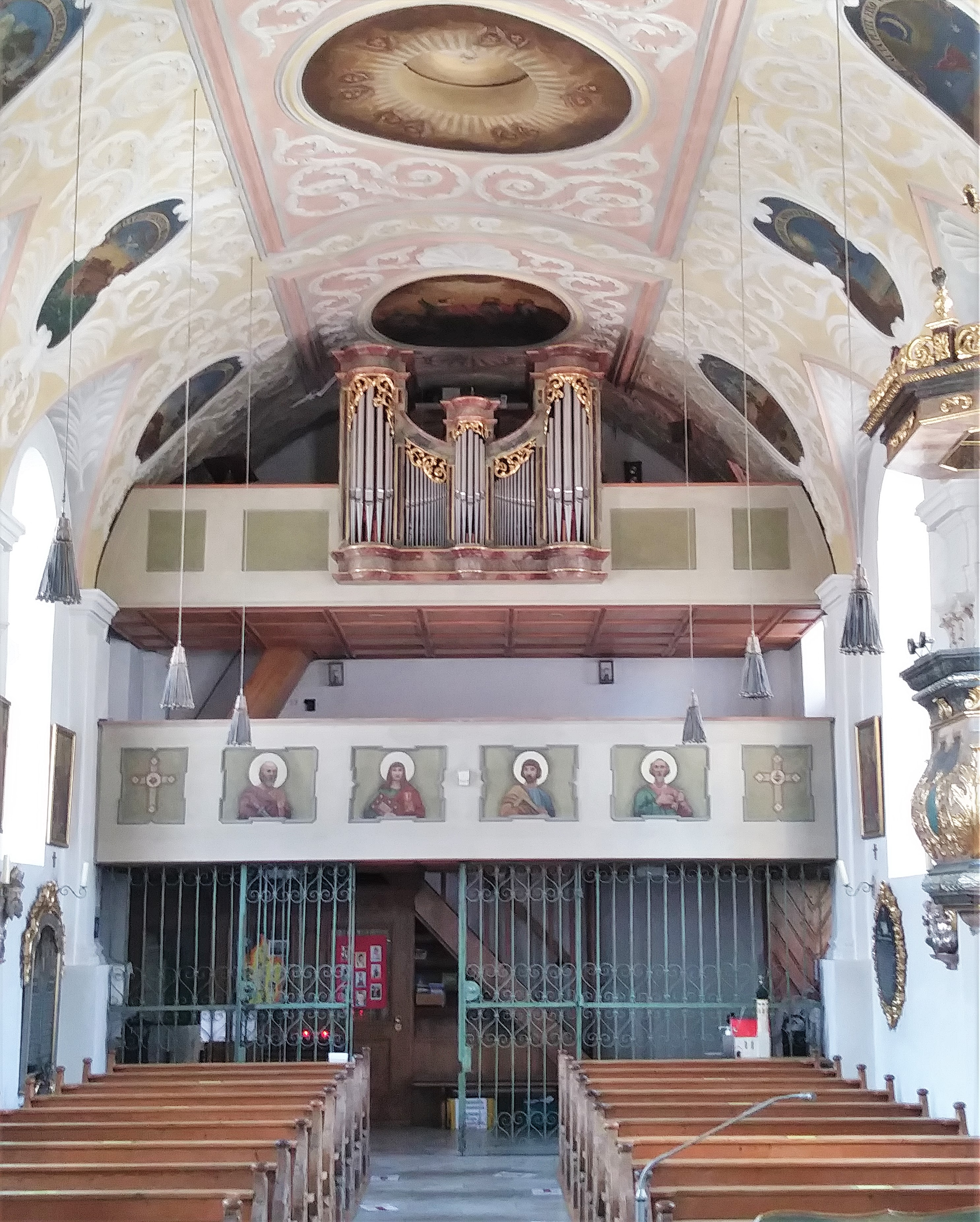
Die Nenninger-Orgel

Die Orgel auf der Empore mit zwölf Registern, verteilt auf zwei Manuale und Pedal, wurde 1988 von Guido Nenninger gebaut. Die Disposition lautet:
| I Hauptwerk    |       |
| Rohrgedackt    | 8′    |
| Prinzipal      | 4′    |
| Holzflöte      | 4′    |
| Schwiegel      | 2′    |
| Sesquialter II | 2 ⁄3′ |
| Mixtur III–IV  | 1 ⁄3′ |

| II Nebenwerk |       |
| Holzgedackt  | 8′    |
| Spitzflöte   | 4′    |
| Oktave       | 2′    |
| Quinte       | 1 ⁄3′ |
| Tremulant    |       |

| Pedal    |     |
| Subbaß   | 16′ |
| Oktavbaß | 8′  |

- Koppeln: I/P, II/P, II/I
- Spielhilfen: Tutti
- Bemerkungen: Schleiflade, mechanische Spiel- und Registertraktur